# Bikenibeu Paeniu

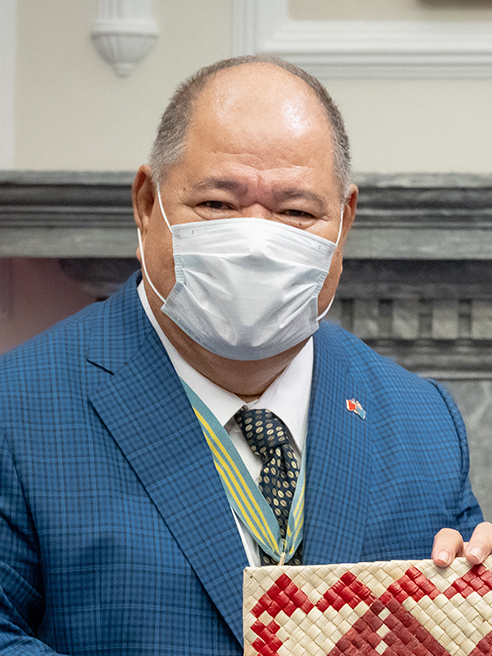
Bikenibeu Paeniu, 2022

Bikenibeu Paeniu (* 10. Mai 1956 in Tarawa, Gilbert und Ellice Islands) ist ein Politiker aus dem pazifischen Inselstaat Tuvalu und zweimaliger ehemaliger Premierminister.

## Premierminister 1989 bis 1993
Paenieu begann seine politische Laufbahn 1989 mit der Wahl zum Abgeordneten des Versammlungshauses (Fale e Fono) bei einer Nachwahl. Dem Parlament gehörte er bis zu seiner Wahlniederlage im August 2006 als Vertreter von Nukulaelae an.
Noch im gleichen Jahr forderte er bei den Parlamentswahlen erfolgreich den amtierenden Premierminister Tomasi Puapua heraus.
Am 16. Oktober 1989 wurde Paeniu erstmals als Nachfolger von Puapua Premierminister von Tuvalu. Dieses Amt übte er bis zu seiner Wahlniederlage gegen Kamuta Latasi am 12. Dezember 1993 aus.

## Premierminister 1996 bis 1999
Am 23. Dezember 1996 besiegte er Latasi und übernahm erneut das Amt des Premierministers. In dieser zweiten Amtszeit kam es zu einer kontroversen Diskussion wegen der Gestaltung der Flagge Tuvalus. 1995 wurde die 1978 eingeführte Flagge durch eine neue ersetzt, die nicht auf der britischen basierte, aber ebenfalls die Inseln als Sterne zeigte. Da diese Flagge von der Bevölkerung nie richtig angenommen wurde, führte man 1997 eine leicht modifizierte Version der alten ein. Am 13. April 1999 verlor Paeniu sein Amt aufgrund eines Misstrauensvotums.
Nach der Führung einer geschäftsführenden Regierung übergab er dann am 26. April 1999 das Amt an Ionatana Ionatana.
Am 2. August 2002 wurde er von Premierminister Saufatu Sopoanga zum Minister für Finanzen, Wirtschaftsplanung und Industrie ernannt. Dieses Amt übte er auch unter dessen Nachfolgern bis zum 14. August 2006 aus. Die von ihm erhofften Millioneneinnahmen durch den Verkauf der Nutzungsrechte der Internet-Domain „.tv“ blieben aus.